# Houtskoolhoogoven

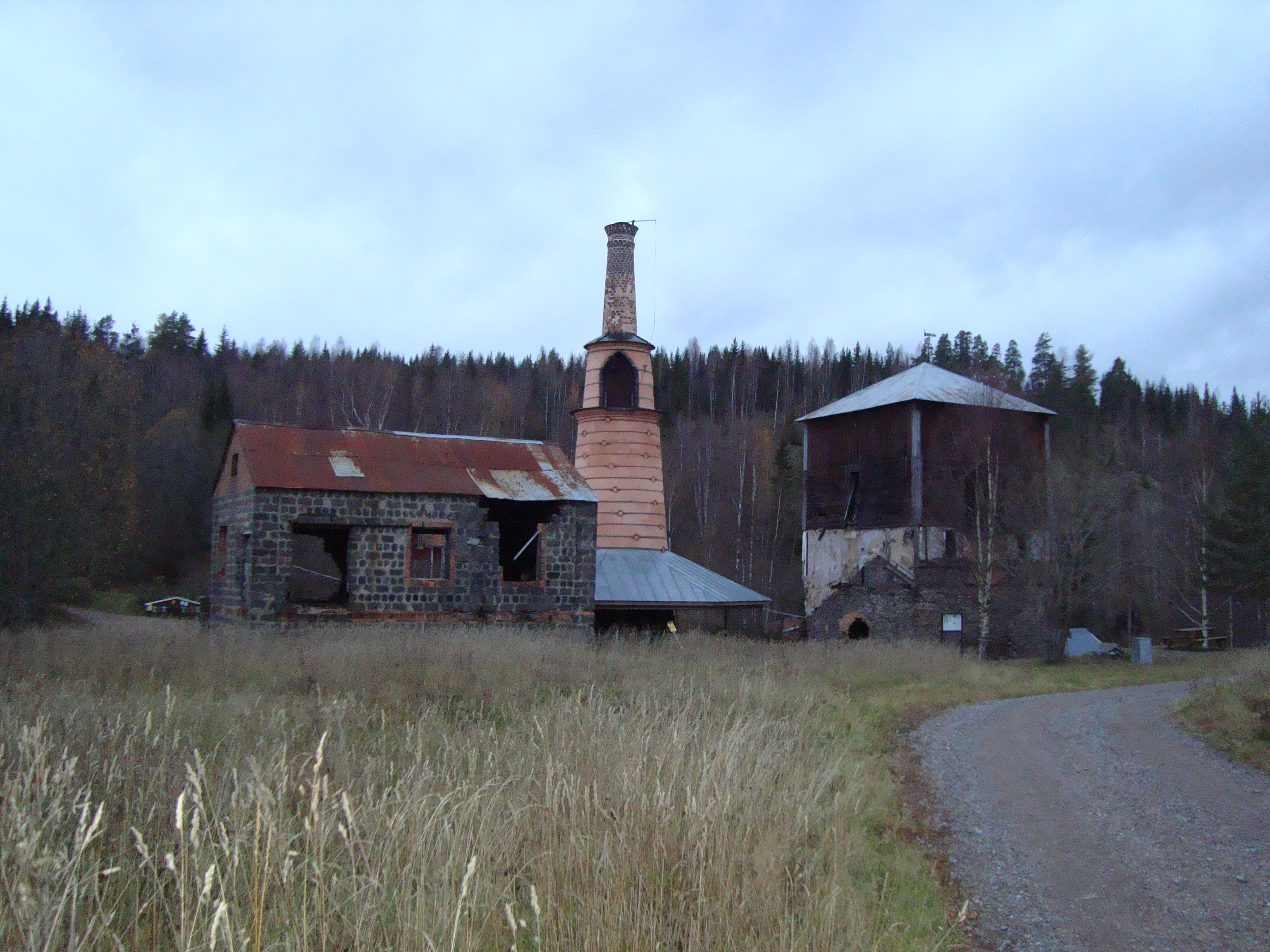
Roosteroven (midden) en hoogoven (rechts) in Ulvshytta, gemeente Säter, Zweden

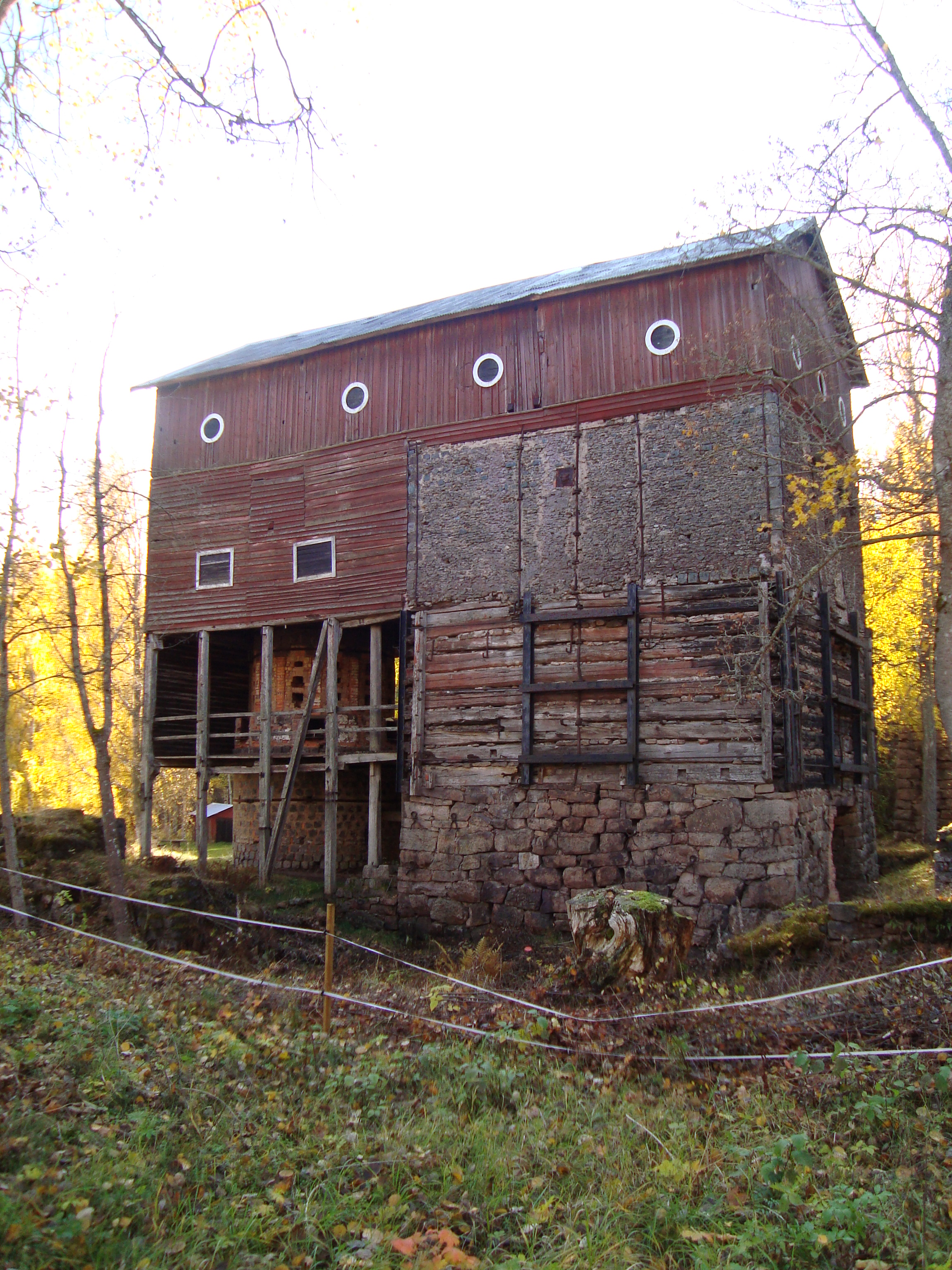
Hoogoven van Norn, gemeente Hedemora, Zweden

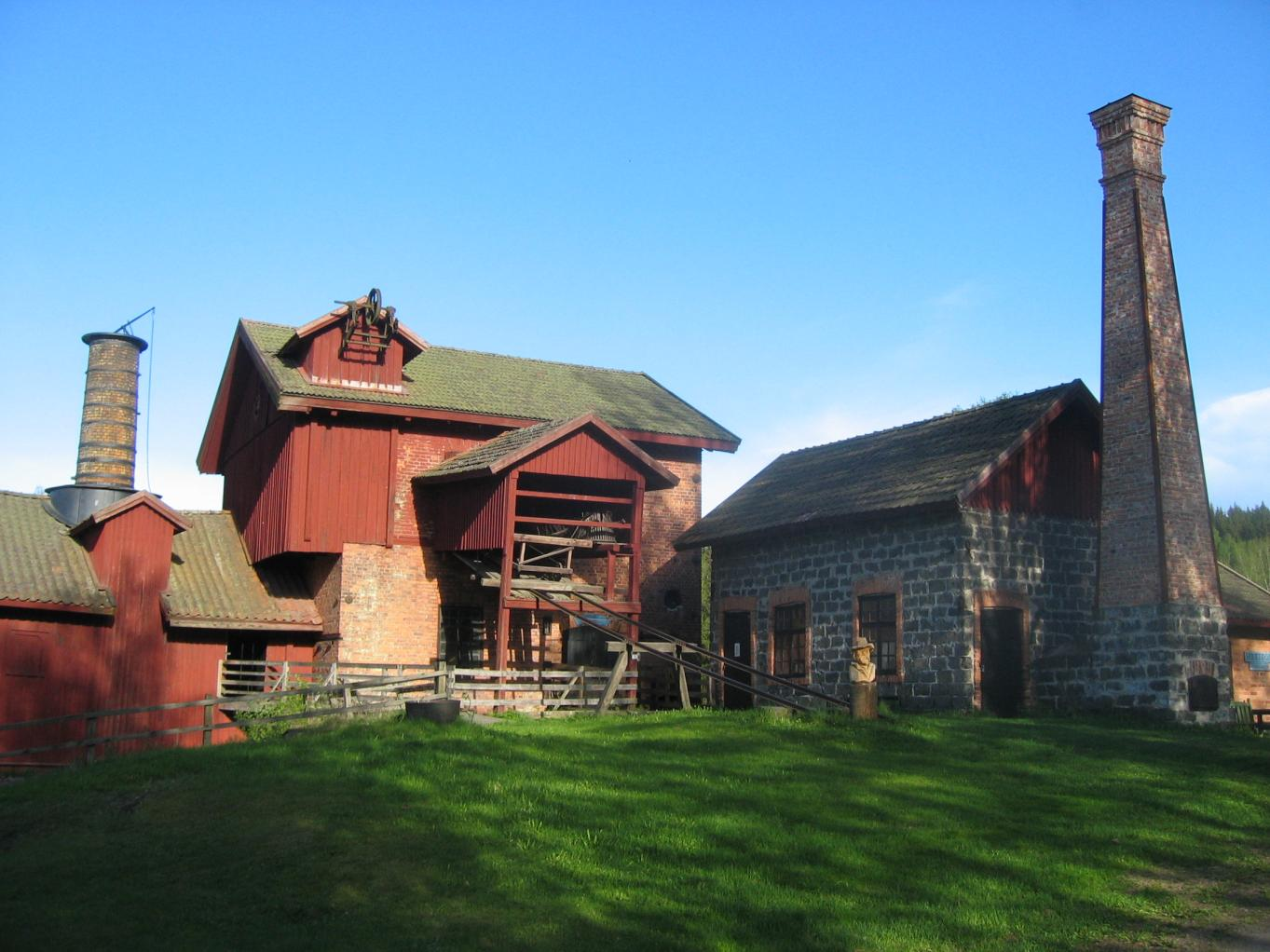
Roosteroven, hoogoven en luchtverwarmer in Granbergsdal, gemeente Karlskoga, Zweden

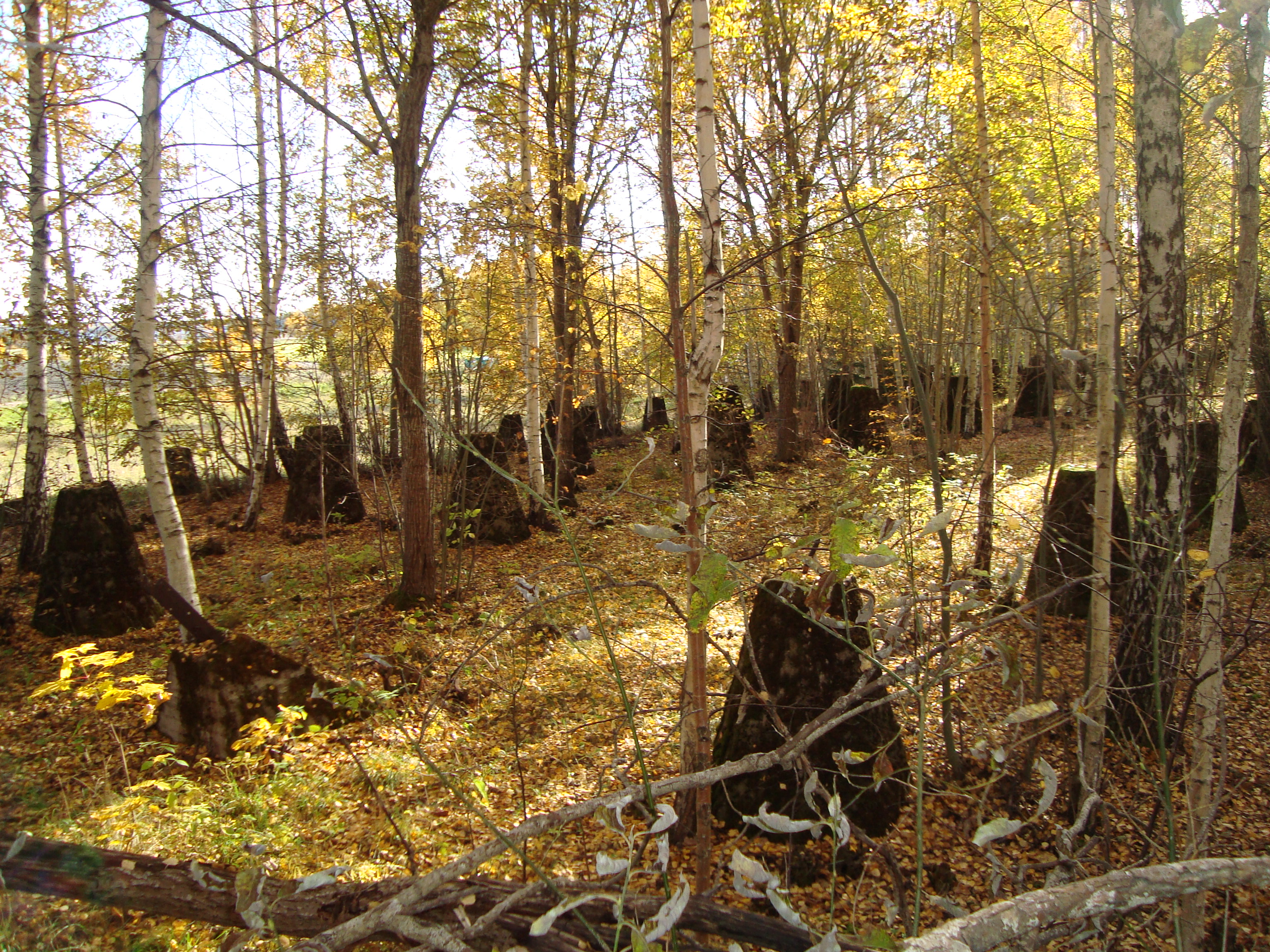
Pilaren resterend van een houtskoolberging, ooit een van de grootste gebouwen in Scandinavië, Näs bruk, Zweden

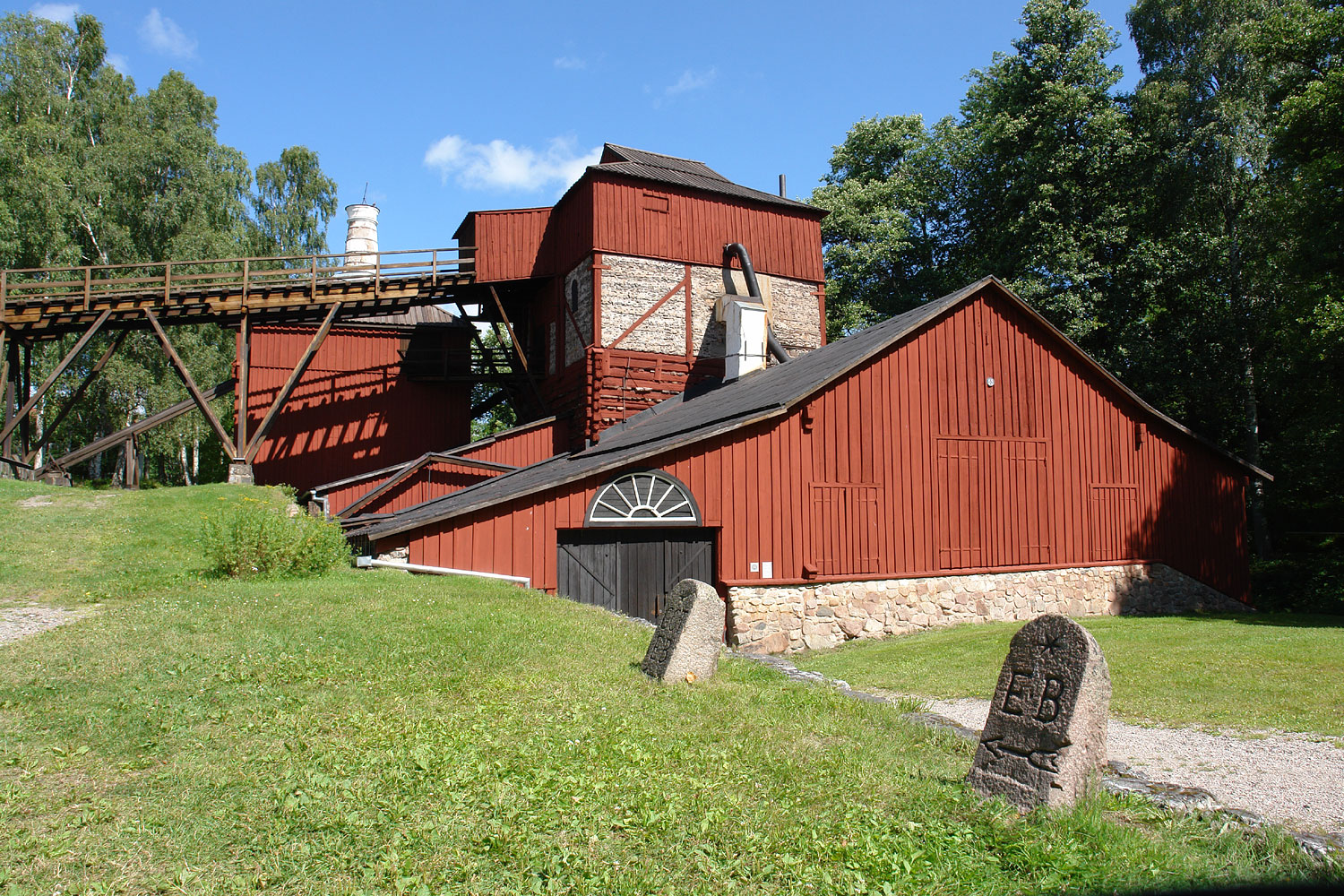
Engelbergs Bruk met houten toevoerbrug, in de streek van de Kolbäcksån in Zweden

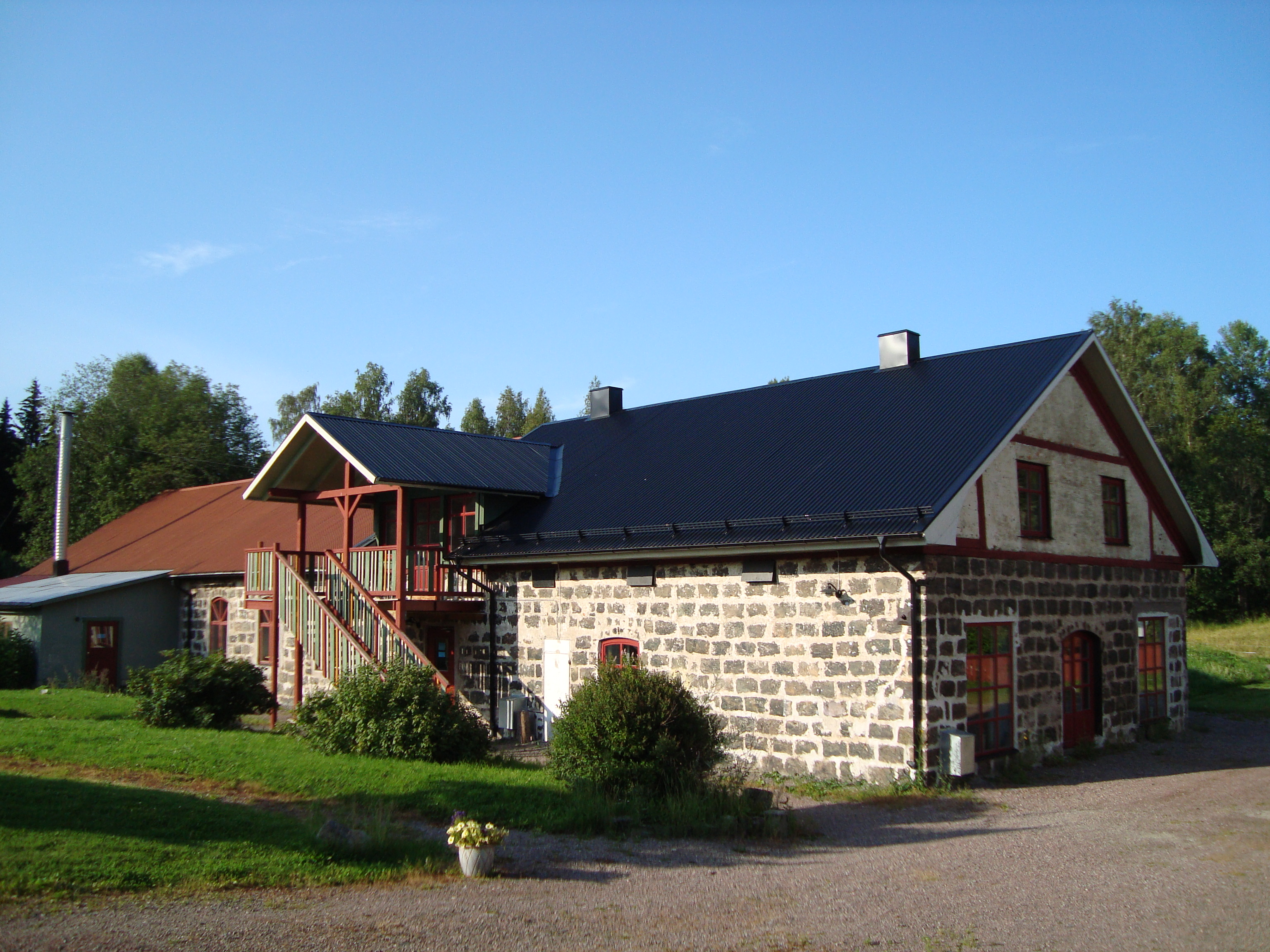
Gebouw van slaksteen in Dormsjö, gemeente Hedemora, Zweden

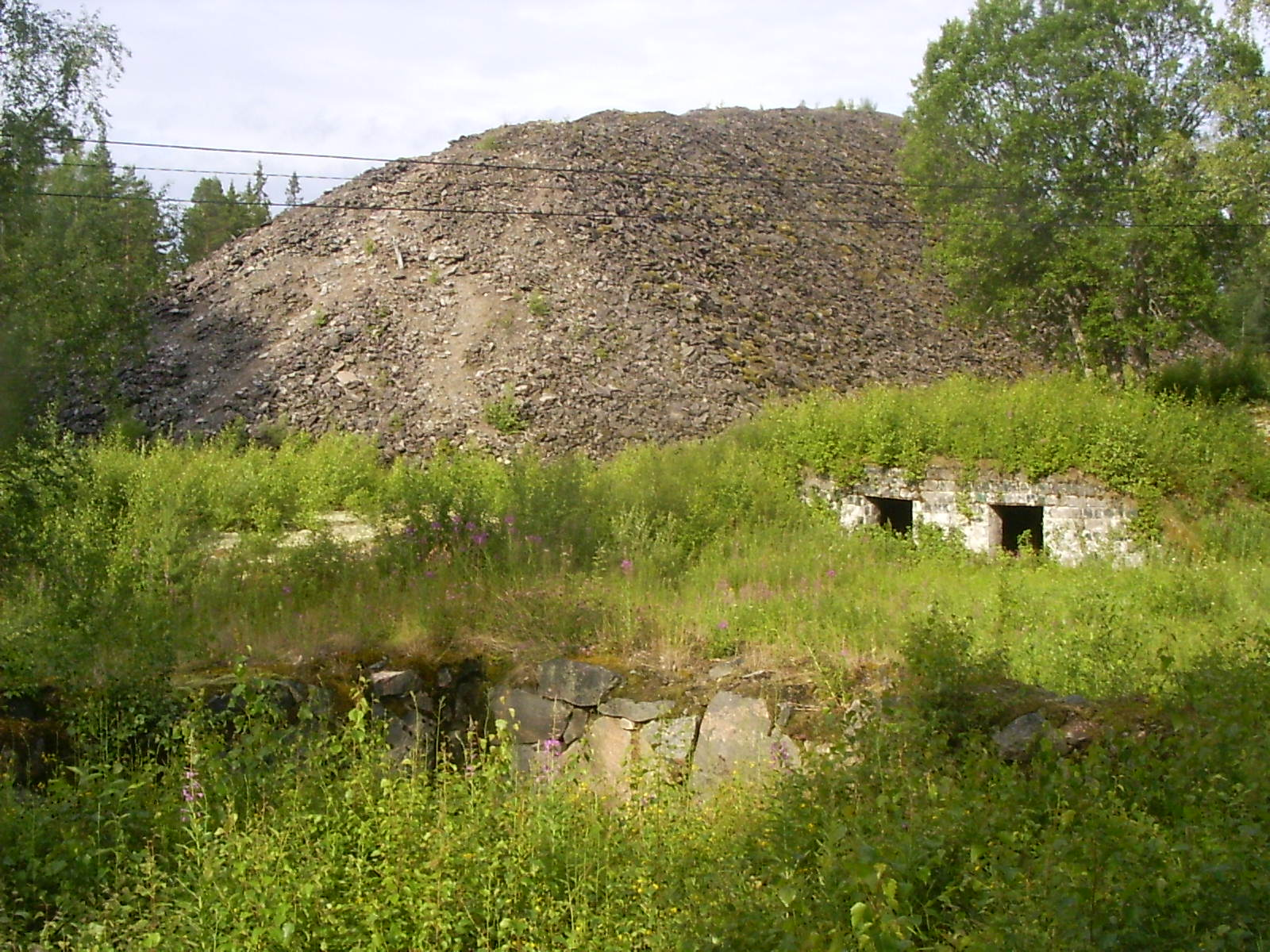
Slaksteenhoop in Ågs bruk, gemeente Falun, Zweden

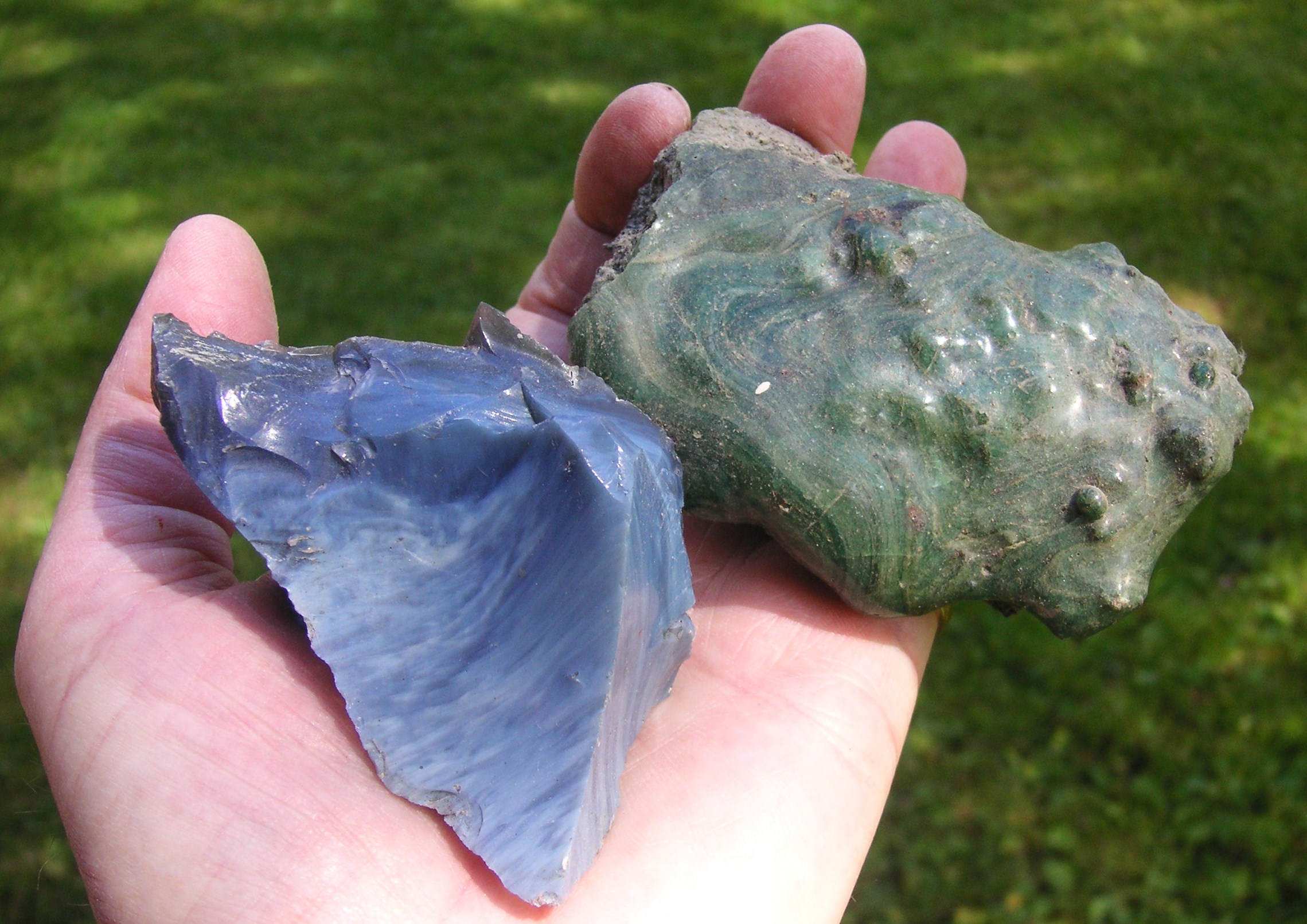
Bijzondere slakstenen uit de streek Bergslagen, Zweden

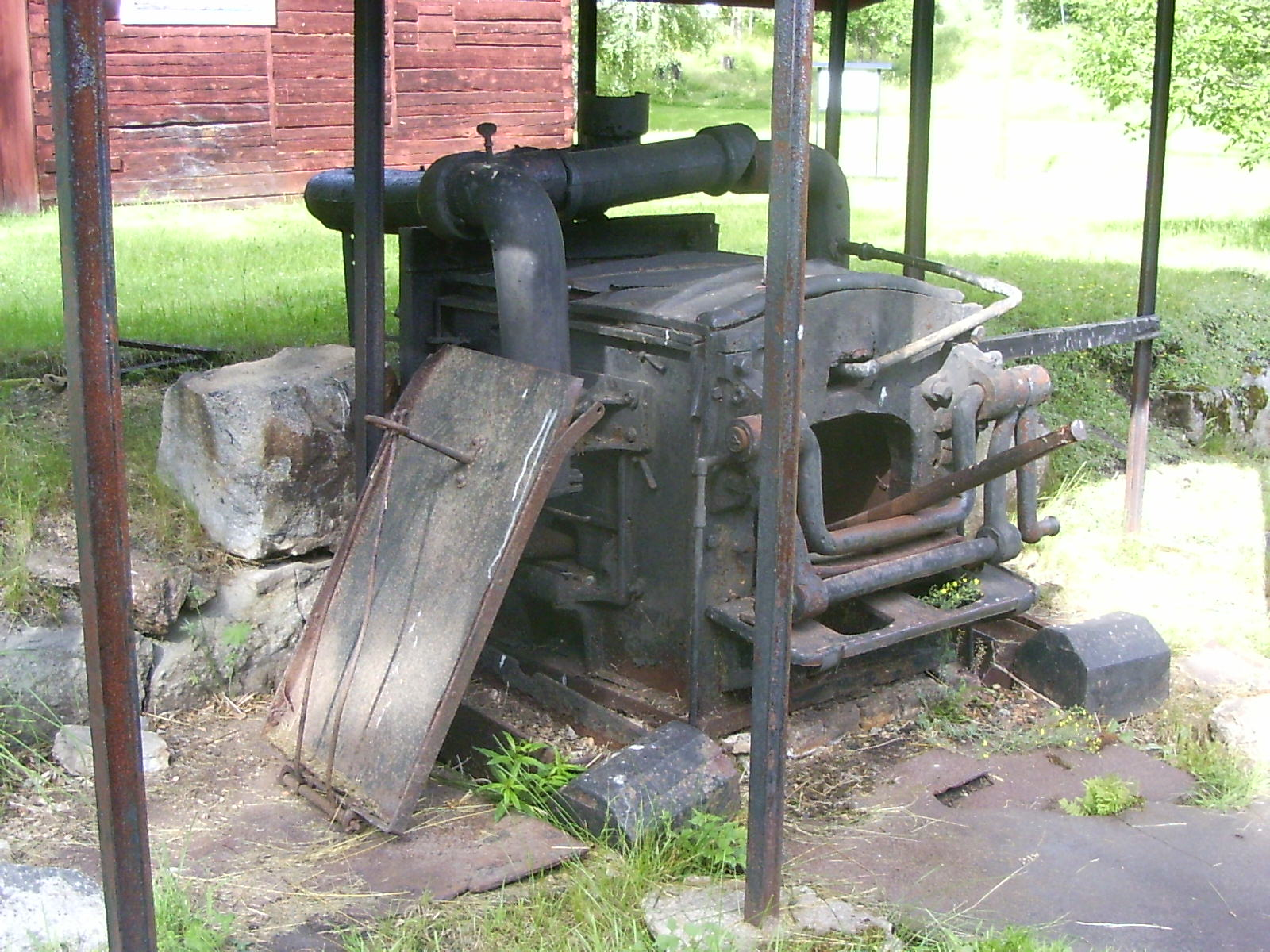
Lancashire-oven voor het opnieuw verhitten van ruwijzer, Korså bruk, gemeente Falun, Zweden

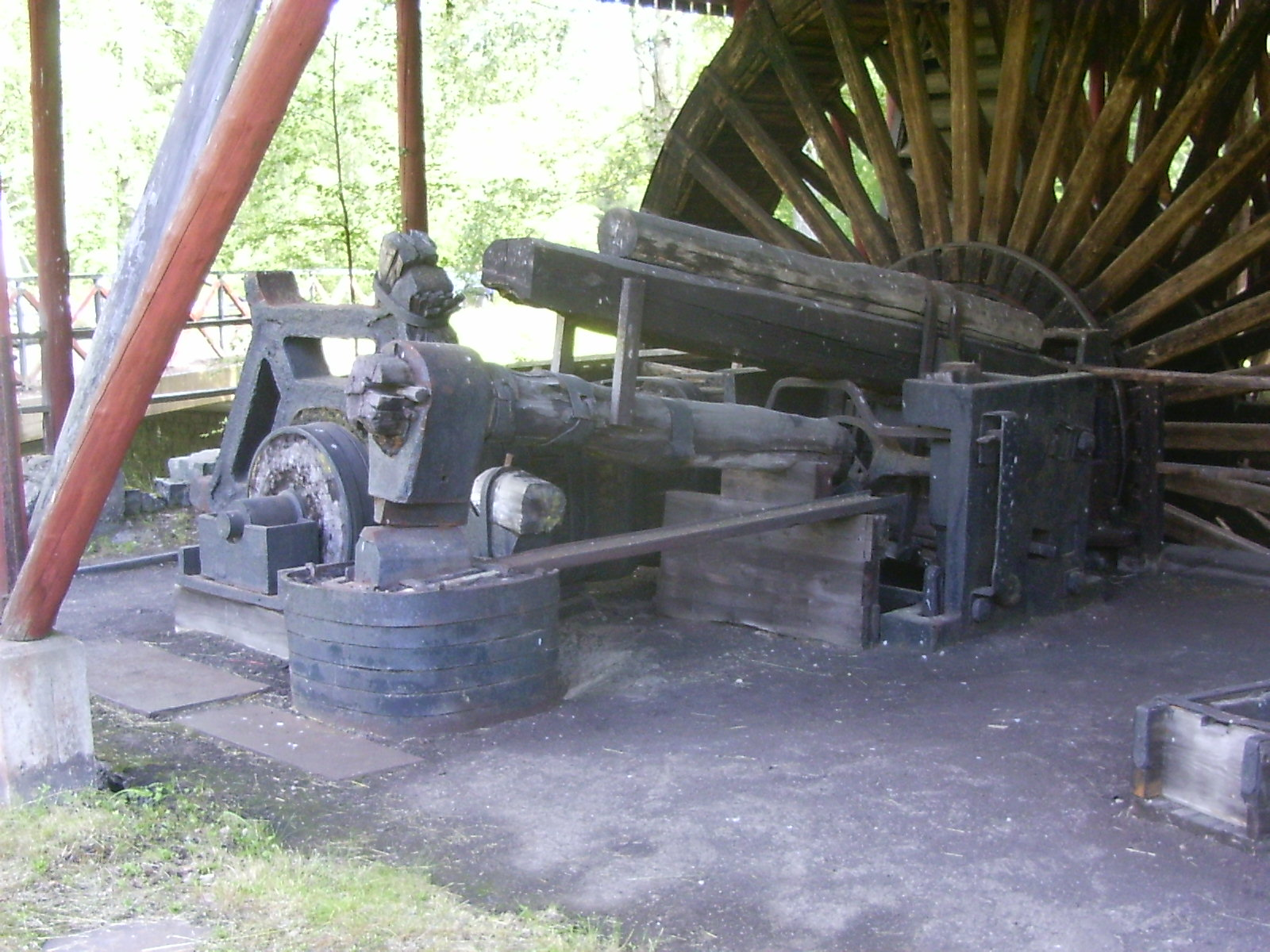
Hamer voor het kloppen van verhit ruwijzer, met zeshoekig optilwiel en waterrad, zelfde locatie

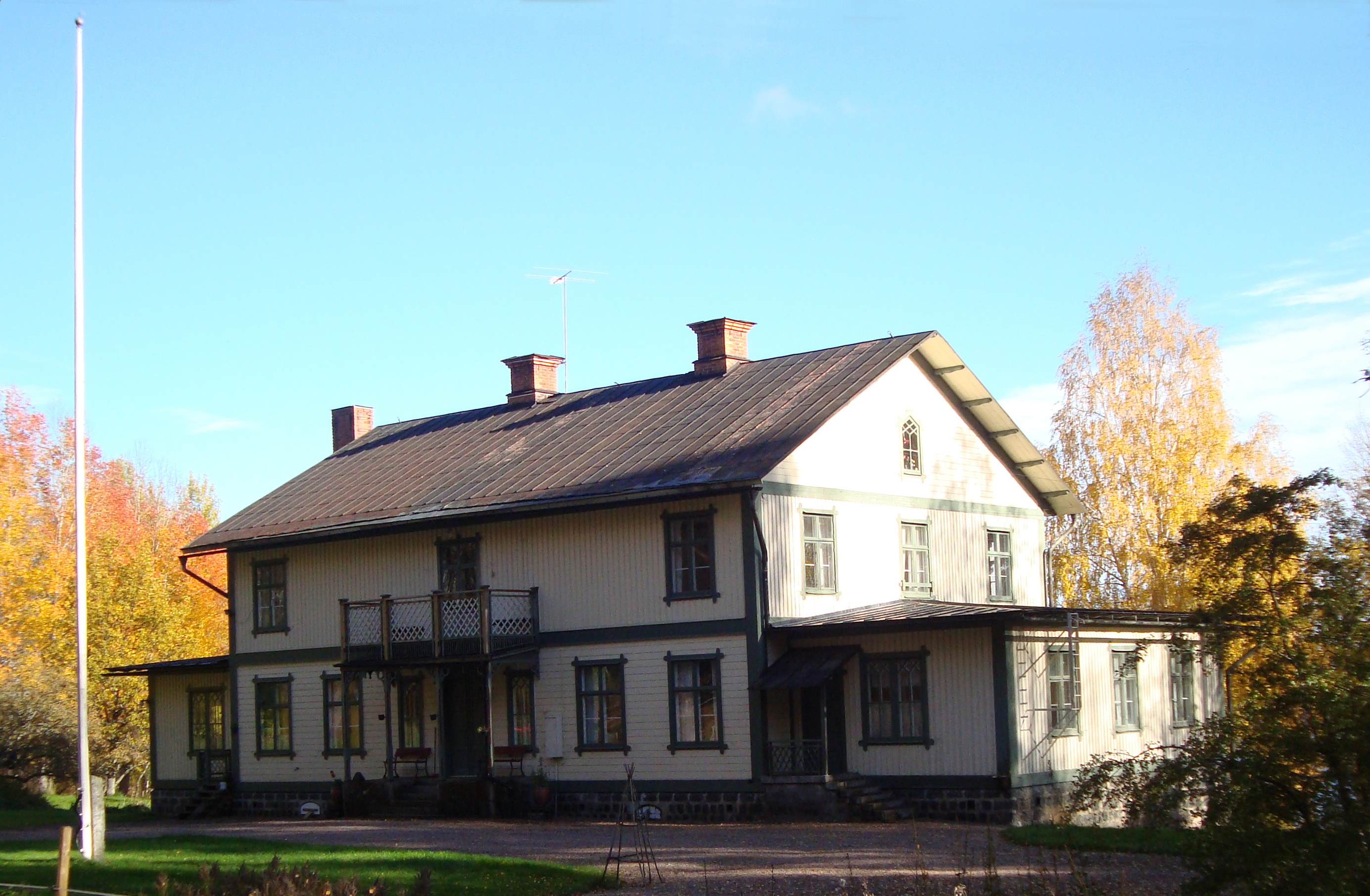
Directeurswoning in Norn, gemeente Hedemora, Zweden

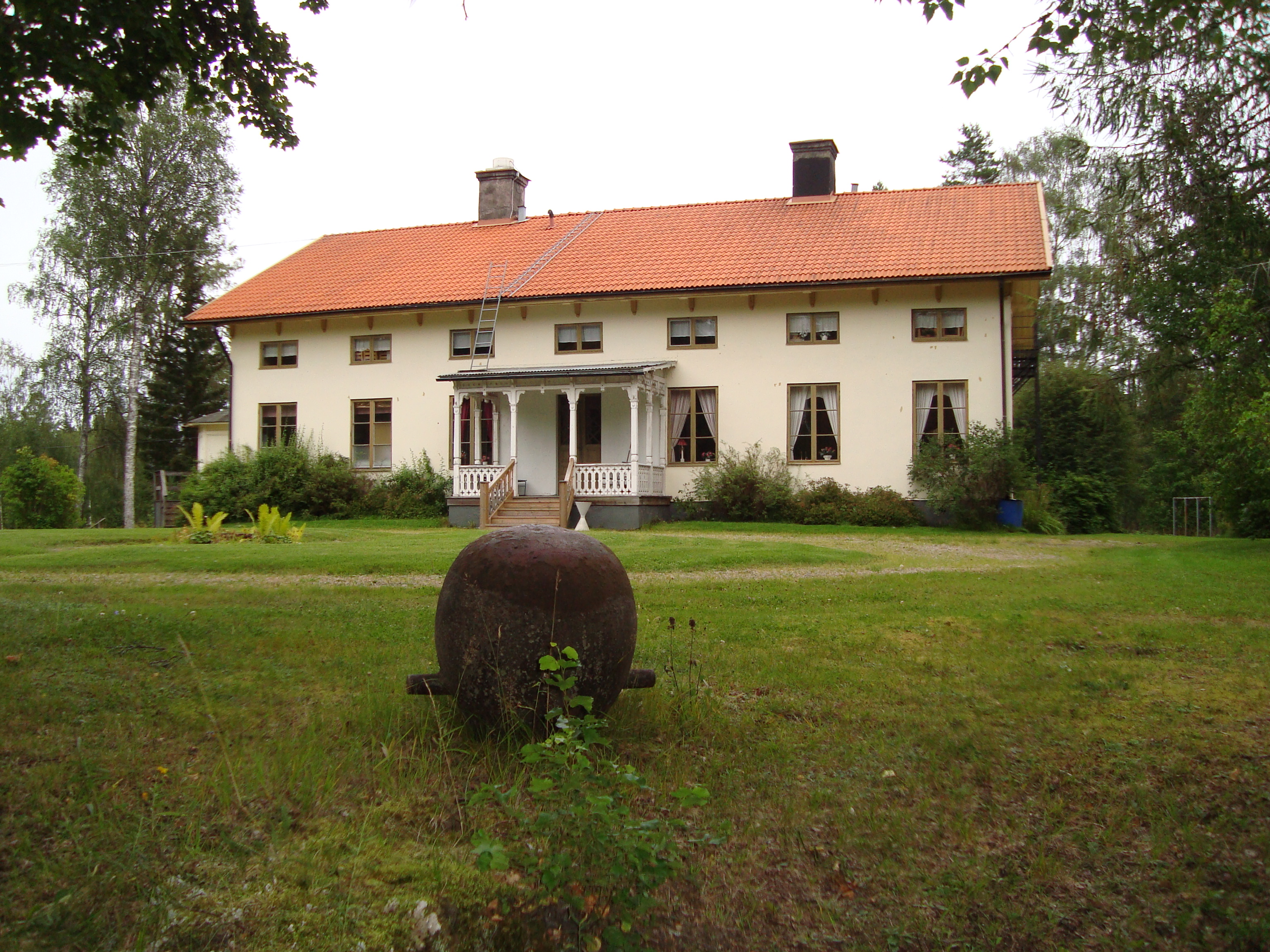
Directeurswoning van Korså bruk, gemeente Falun, Zweden

Een houtskoolhoogoven is een hoogoven die gestookt wordt op houtskool in plaats van (zoals tegenwoordig gebruikelijk) op cokes. In Nederland een ijzerhut genoemd. In Zweden waren houtskoolhoogovens vanaf de middeleeuwen tot 1950 zeer gangbaar. De laatste, in Svartå, werd in 1966 buiten bedrijf gesteld. In de streek Bergslagen zijn er tientallen als industrieel erfgoed bewaard gebleven.
In landen waar hout/houtskool gemakkelijker beschikbaar is dan kolen/cokes zijn nog steeds houtskool-hoogovens in gebruik. Een voorbeeld is Brazilië.

## Roosterovens
De eigenlijke houtskoolhoogoven heeft de vorm van een ranke ronde stenen toren. Daaromheen is een vierkante houten toren gebouwd. In de meeste gevallen staat er naast de hoogoven een afzonderlijke roosteroven, te herkennen aan de karakteristieke ronde pijp. In die roosteroven werd vooraf het ijzererts geroosterd om het te bevrijden van bepaalde ongewenste bestanddelen, zoals zwavelverbindingen. De roosteroven werd gestookt met brandbaar gas, dat vrijkwam uit de hoogoven. Voordat er roosterovens bestonden, roosterde men het erts in roosterhopen in de buitenlucht.

## Luchtpomp
Om een voldoende hoge temperatuur te bereiken om ijzer vloeibaar te maken, moet het houtskoolvuur in de hoogoven worden aangeblazen. Dit gebeurt met luchtpompen, aangedreven door een watermolen, de ijzermolen. Houtskoolhoogovens staan daarom aan beken, juist op die plaatsen, waar zich een stroomversnelling bevindt. Men kwam erachter dat aanblazen met hete lucht nog beter werkt dan aanblazen met gewone lucht. Daarom hebben de hoogovens in een afzonderlijk gebouwtje nog een oven voor het voorverwarmen van de lucht. De pijp van deze oven heeft (in tegenstelling tot die van de roosteroven) een vierkante doorsnede. Soms is deze pijp het belangrijkste bouwwerk dat van een hoogovencomplex is overgebleven.

## Houtskool
Het gebruik van houtskool was aanzienlijk. Een hoogoven had al het hout in een straal van zeven kilometer nodig. Wanneer de ijzerproductie in Zweden op de traditionele manier was doorgegaan, had dat land geen bos over gehad.
Een meiler houtskool kon een hoogoven nog geen twaalf uur in bedrijf houden. Het produceren van een meiler houtskool duurde drie weken. Een ruime houtskoolopslag in de nabije omgeving van de hoogoven was dus noodzakelijk. Soms had dit houtskoolhuis de vorm van een grote houten schuur met een houten geraamte, soms waren de houten wanden geplaatst tussen pilaren van slaksteen. De houten wanden zijn nu verdwenen, wat rest is een indrukwekkende slagorde van dikke grijze pilaren.

## Grondstoffentoevoer
Houtskool, ijzererts en kalk moesten om en om worden gestort in een opening op de bovenste verdieping van de hoogoven. Om die grondstoffen daar te krijgen, was er een schuine houten oprit vanaf het opslagterrein. Het wagentje dat over die brug reed, werd een hond genoemd. Het onderste uiteinde van de oprit lag in een kuil. Zo hoefde men de grondstoffen niet eerst op te tillen om ze in het wagentje te krijgen.

## Slaksteen
Om de paar uur kon er vloeibaar ijzer worden afgetapt aan de onderkant van de hoogoven. Boven op dat ijzer dreef lichter gesmolten gesteente, de slak, die ook iedere keer werd afgetapt. Zowel ijzer als slak ving men op in vormen. De gestolde slak werd als bouwsteen gebruikt. In hoogovendorpen zijn veel bouwwerken van slaksteen te vinden. Moderne hoogovens produceren niet langer deze vorm van slaksteen en slaksteenhuizen komen er dus niet meer bij.
Veel slaksteen werd ook gewoon op afvalhopen gegooid. Die afvalbergen behoren tegenwoordig ook tot het industrieel erfgoed. De soms best bijzondere stenen mogen niet meegenomen worden.

## Ruwijzer
Het afgetapte ijzer is ruwijzer, dat wel gietbaar, maar niet smeedbaar is. Om het smeedbaar te maken moet het opnieuw worden verhit en met hamers worden bewerkt. Sommige hoogovencomplexen beschikken over hamers met koppen van ongeveer een meter, die door waterkracht worden aangedreven. Tegenwoordig wordt ijzer niet meer door hameren smeedbaar gemaakt, maar door walsen.

## Hoogovens en mijnen
De plaats van een hoogoven werd vooral bepaald door de aanwezigheid van waterkracht. Een enkele keer, bijvoorbeeld in Pershyttan, was er vlak bij een geschikte plek ook een ijzermijn, vaak moest het erts van verder weg komen. In de streek langs de Kolbäcksån liggen de hoogovens met opzet enkele tientallen kilometers stroomafwaarts van de mijnen. Op die manier hoefden mijnen en hoogovens niet om hetzelfde bos te concurreren. Ook de mijnen hadden namelijk veel hout nodig als stuthout tegen instorting. Voordat buskruit en dynamiet beschikbaar waren, gebruikte men in de mijnen ook hout om door middel van houtvuren het gesteente te laten barsten.

## Organisatie
Metaalwinning in Zweden was oorspronkelijk een gezamenlijke onderneming van gelijkwaardige aandeelhouders/arbeiders. In de middeleeuwen was dit een van de eerste activiteiten die een grotere organisatie vereisten. Al vroeg was er regulering door de overheid.
Op den duur versnipperde het eigendom van de ondernemingen, wat hun daadkracht niet ten goede kwam. Vanaf de zestiende eeuw kwamen de hoogovens in handen van kapitaalkrachtige burgers en edellieden.
Bij een hoogoven- of mijndorp hoort vrijwel altijd een imposant landhuis, waar de eigenaar-directeur resideerde. Dit hoge landhuis is meestal van steen, maar het kan ook van hout zijn. De directeurswoningen verschillen niet van de landhuizen waarvan de bezitters hun rijkdom ontlenen aan niet-industriële activiteiten.
De directeur bestuurde op patriarchale wijze alle aspecten van het leven van zijn werknemers. Daarbij genoot hij een respect zoals wij dat tegenwoordig niet meer kennen.
Vanaf de negentiende eeuw werden hoogovens samengevoegd tot steeds grotere concerns. Wanneer in een bepaalde plaats de kleinschalige hoogoven verdween, bleef vaak wel de vervaardiging van eindproducten behouden, zoals fabricage van spijkers, roestvrijstalen aanrechten of cirkelzaagbladen. Toen de houtskool werd vervangen door andere energiebronnen, konden de metaalconcerns hun bosbezit afstoten. Zo ontstonden grote bosbouwondernemingen.

## Seizoenen
Het leven in een Zweeds hoogoven-dorp werd sterk door de seizoenen bepaald. De winter was het meest geschikt voor vervoer van houtskool en ijzererts naar de hoogoven. De grond en de meren waren bevroren en men kon sleden gebruiken, die door paarden werden getrokken. Door de gemakkelijke aanvoer van grondstoffen kon men de hoogoven voluit laten branden. Daarbij wisselden de arbeiders elkaar af in ploegendienst. In het voorjaar moesten er andere dingen gedaan worden. De hoogoven werd gedoofd, een gebeurtenis waar men een groot feest van maakte. De hoogovenarbeiders kwamen vrij om op het land te werken en in het bos hout te kappen. De paarden konden op de grazige weiden op verhaal komen. In de zomer werd in de mijnen ijzererts gedolven. Behalve de gehele dorpsbevolking waren hiervoor ook nog seizoensarbeiders van buiten nodig. Op het einde van de zomer werden hooi en bladeren verzameld om in de winter de dieren te voeden. Het najaar was de tijd om in meilers houtskool te maken. De oogst van de akkers werd opgeslagen voor de winter. Tijd om de hoogoven weer aan te maken.